# Benzon d'Albe
 (novembre 2023).
Benzon d'Albe ou Benzo d'Alba (en latin : Benzo [episcopus] Albensis ; † vers 1085) est un ecclésiastique italien du XIe siècle, évêque d'Albe.

## Biographie
Originaire probablement du Nord de l'Italie où il est né peu de temps après 1010, Benzon d'Albe ne nous est guère connu sinon par son œuvre, Ad Heinricum IV. imperatorem libri VII, adressée à l'empereur germanique Henri IV.
Nous savons seulement qu'il devient évêque d'Albe (qui faisait partie de l'ancienne Ligurie) avant 1059, après avoir commencé sa carrière dans l'entourage de Léon de Verceil.
Sa fidélité constante à l'empereur Henri le Noir, puis à sa veuve Agnès et à son fils Henri, ne se démentit pas tout au long des divers épisodes qui opposèrent l'empereur à la Papauté et où il joua souvent un rôle diplomatique actif.
Il y gagna d'être définitivement chassé de son siège par la Pataria (avant 1079). On le retrouve à Rome dans l'entourage d'Henri IV lors de son couronnement impérial en 1084 par l'antipape Clément III, mais il semble qu'il n'ait jamais obtenu de l'empereur la récompense qu'il trouvait justifiée pour ses services.
C'est peut-être à Milan à la fin de sa vie, vers 1085, qu'il rassemble ses écrits, sept livres dédiés avec insistance (3 dédicaces) à l'empereur.

## Œuvres
- Benzo Albensis, Ad Heinricum IV. imperatorem libri VII. Hrsg. und übers. von Hans Seyffert, Monumenta Germaniae Historica. Scriptores. 07, Scriptores rerum Germanicarum in usum scholarum separatim editi. LXV., Hanovre, 1996, pp. 84–189.